# Fritz Dickmann
Fritz Otto Dickmann (* 23. April 1906 in Potsdam; † 29. Juli 1969 in Berlin) war ein deutscher Historiker, der vor allem mit seinen Arbeiten zum Westfälischen Frieden bekannt wurde.

Der Sohn eines Oberlehrers am Militärwaisenhaus studierte von 1924 bis 1928 evangelische Theologie, Germanistik und Geschichte an den Universitäten in Berlin und Graz. Im Jahr 1928 wurde Dickmann bei Friedrich Meinecke mit einer Dissertation über Militärpolitische Beziehungen zwischen Preußen und Sachsen 1866–1870 promoviert. Wegen der Stellenknappheit im wissenschaftlichen Betrieb arbeitete Dickmann ab 1934 als Lehrer an Gymnasien in Kassel und Marburg. 1937 wurde er als Mitglied der Bekennenden Kirche aus dem Schuldienst entlassen. Er arbeitete dann als Hilfslehrer in Münster. Ab 1939 leistete er Kriegsdienst, habilitierte sich während des Krieges an der Philipps-Universität Marburg über die Westfälischen Friedensverhandlungen nach dem Dreißigjährigen Krieg.
Im Jahre 1946 wurde Dickmann aus der amerikanischen Gefangenschaft entlassen und bekam eine Stelle als Direktor der Marburger Martin-Luther-Schule, die er bis 1965 bekleidete. Nach eingehenden Archivstudien im Ausland legte Dickmann 1959 mit Der Westfälische Friede die erste und maßgebende Monografie zum Westfälischen Frieden vor. Es erlebte seither mehrere Neuauflagen und erschien 1998 in der siebten Auflage. Seit 1961 war er Privatdozent an der Philipps-Universität Marburg. Im Jahre 1965 erhielt er einen Ruf auf den Lehrstuhl für Neuere Geschichte an der Freien Universität Berlin, den er bis zu seinem Tod 1969 innehatte.
Dickmann veröffentlichte nur wenige Arbeiten. Er ist vor allem durch sein Standardwerk zum Westfälischen Frieden bekannt geworden. Darin schildert er die Arbeit der unterschiedlichen Gesandtschaften in Münster und Osnabrück. Eingehend beschreibt er dabei den Verlauf der Verhandlungen. Dickmann arbeitete am ersten Band der von der „Vereinigung zur Erforschung der Neueren Geschichte e. V.“ initiierten Acta Pacis Westphalicae (Akten des Westfälischen Friedenskongresses) mit. Dickmann war Gutachter der Deutschen Forschungsgemeinschaft. Er war Mitglied der französisch-deutschen Kommission und der Historischen Kommission zu Berlin.
Dickmann war verheiratet und Vater von sieben Kindern.

## Schriften (Auswahl)
- Friedensrecht und Friedenssicherung. Studien zum Friedensproblem in der Geschichte. Vandenhoeck & Ruprecht, Göttingen 1971, ISBN 3-525-33296-3.
- Die Kriegsschuldfrage auf der Friedenskonferenz von Paris 1919. Oldenbourg, München 1964.
- Der Westfälische Frieden. Herausgegeben von Konrad Repgen. 7. Auflage. Aschendorff, Münster 1998, ISBN 3-402-05161-3. [deutschsprachiges Standardwerk, das erstmals 1959 erschien].
- Militärpolitische Beziehungen zwischen Preußen und Sachsen 1866–1870. Ein Beitrag zur Entstehung des Norddeutschen Bundes. Verlag der Münchener Drucke, München 1929 (Zugleich: Universität München, phil. Diss.).